# アサシン クリード リネージ
『アサシン クリード リネージ』（原題：Assassin's Creed: Lineage）は、2009年のカナダ映画。原作のコンピュータゲーム『アサシン クリード』を開発したユービーアイソフトが自ら製作した短編映画である。ゲームの第二作目『アサシン クリード II』の発売日前に公開され、その物語のプロローグとしてバックストーリーを語る。舞台はほとんどがゲームより取り出されたCGで作成されており、役者はその中で演じている。

## ストーリー
アウディトーレ家当主にしてアサシンのジョヴァンニ・アウディトーレ。
「何者かがフィレンツェを、そしてロレンツォ・デ・メディチの命をねらっている…」
この噂を聞きつけた彼は、ある夜、フィレンツェ市街で従者を引き連れた謎のスペイン人の暗殺を試みる。
肝心のスペイン人は逃してしまったが、従者の一人を生け捕ることに成功した彼は、事の次第、そして件の噂を、忠誠を誓うロレンツォ・デ・メディチ、そして判事、ウベルト・アルベルティに報告する。
その後、従者から得た情報をもとにナポリへ発ったジョヴァンニだったが、その情報とは、現ミラノ国王の暗殺計画だった……。

## キャスト
- ジョヴァンニ・アウディトーレ：ロマーノ・オルザリ（吹替：内田直哉）
- ロレンツォ・メディチ：アレックス・イヴァノヴィチ（吹替：大塚芳忠）
- ロドリゴ・ボルジア：マヌエル・タドロス（吹替：菅生隆之）
- ウベルト・アルベルティ（吹替：樫井笙人）
- マリア・アウディトーレ（吹替：林佳代子）
- シクストゥス4世（吹替：辻新八）